# Pablo Espata
Pablo Espata (en albanés: Paul Shpata) fue déspota de Angelokastro y Lepanto desde 1403 hasta 1407 o 1408.

## Biografía
Pablo era el hijo de Esguro Espata, déspota de Angelokastro y Lepanto. Después de la muerte de su padre por las heridas que recibió durante las hostilidades contra Carlo I Tocco, conde palatino de Cefalonia y Zacinto, Pablo lo sucedió.
Pablo se convirtió en el gobernante de las tierras de su padre durante un tiempo inestable. En ese momento, Angelokastro estaba amenazado por Tocco. Debido al hecho de que la región fue devastada por acciones militares y que no poseía las habilidades militares de su padre, Pablo se convirtió en vasallo del Imperio otomano. Como respuesta, un destacamento otomano bajo el mando de Yusuf Bey llegó a Angelokastro. Sin embargo, los otomanos fueron derrotados por las fuerzas de Tocco y firmaron un tratado de paz con este.
Después de este fracaso, Pablo trató de conseguir la ayuda de su pariente Mauricio Espata, déspota de Arta, pero se negó a socorrerlo. Al no tener la fuerza para mantener Angelokastro, cedió la fortaleza a los turcos otomanos, y solo conservó Lepanto para gobernar. Sin embargo, vendió esta ciudad a la República de Venecia en 1407 o 1408. Al mismo tiempo, en 1408, Tocco logró capturar Angelokastro.